# Stefan Orliński
Stefan Orliński (ur. 9 listopada 1907 w Hucie Nowej, zm. 22 września 1966 w Warszawie) – generał brygady Wojska Polskiego.

## Życiorys
Urodził się we wsi Huta Nowa, w ówczesnym powiecie gostynińskim guberni warszawskiej, w rodzinie Józefa i Konstancji z Tomczaków. Z Wojskiem Polskim związany od 1930; do 1931 służył w 14 pułku piechoty we Włocławku. Po ukończeniu szkoły podoficerskiej skierowany do Modlina, potem do Warszawy. W 1938 ukończył Szkołę Podchorążych dla Podoficerów w Bydgoszczy. Na stopień podporucznika został mianowany ze starszeństwem z 1 października 1938 i 64. lokatą w korpusie oficerów piechoty.
Kampanię wrześniową odbył w stopniu porucznika; walczył na Kielecczyźnie, 7 września 1939 odniósł ciężką ranę, w efekcie której utracił prawą rękę. Po leczeniu szpitalnym w Radomiu i Warszawie trafił w 1940 do obozu jenieckiego XII A w Hadamar (potem w obozie jenieckim VII A Murnau).
W 1945 powrócił do Polski i zgłosił się do wojska. Od 2 września 1945 do 1948 dowodził batalionem szkolnym w Oficerskiej Szkole Samochodowej im. gen. Aleksandra Waszkiewicza w Pile, uzyskał w tym okresie kolejne awanse oficerskie – na kapitana (24 grudnia 1945) i majora (19 sierpnia 1946). Przeniesiony do Oficerskiej Szkoły Piechoty nr 2 w Elblągu, pełnił funkcję dowódcy pułku i dywizji piechoty. 22 lipca 1949 awansowany na podpułkownika, 10 grudnia 1952 na pułkownika.
W latach 1954–1955 odbył studia w Akademii Sztabu Generalnego im. Karola Świerczewskiego, następnie był komendantem Fakultetu Ogólnowojskowego na tej uczelni, a w latach 1957–1959 zastępcą komendanta ds. liniowych. Od 14 lipca 1956 generał brygady. W latach 1959–1963 komendant garnizonu miasta stołecznego Warszawy, 1964–1965 przewodniczył Międzynarodowej Komisji Kontroli i Nadzoru w Korei. Od 1965 pełnił funkcję inspektora ds. organizacji paramilitarnych w Inspektoracie Obrony Terytorialnej Kraju.
Należał do PZPR. W latach 1957–1961 sprawował mandat radnego miasta stołecznego Warszawy, od listopada 1958 był prezesem Zarządu Głównego Związku Inwalidów Wojennych PRL. Nadano mu honorowe członkostwo tej organizacji oraz Związku Ociemniałych Żołnierzy.
Pochowany w Alei Zasłużonych Cmentarza Komunalnego (d. Wojskowego) na Powązkach w Warszawie (kwatera A19-lewe półkole-3/4). W imieniu kierownictwa MON w pogrzebie uczestniczył m.in. wiceminister obrony narodowej, Główny Inspektor Obrony Terytorialnej gen. dyw. Grzegorz Korczyński.
Mieszkał w Warszawie. Od 1939 żonaty z Heleną Jadwigą z domu Dobrzelecką (1909–1994). Małżeństwo miało syna i córkę.

## Ordery i odznaczenia
- Krzyż Srebrny Orderu Virtuti Militari
- Krzyż Oficerski Orderu Odrodzenia Polski
- Krzyż Kawalerski Orderu Odrodzenia Polski
- Srebrny Krzyż Zasługi
- Medal za Warszawę 1939–1945
- Srebrny Medal „Siły Zbrojne w Służbie Ojczyzny”
- Brązowy Medal „Siły Zbrojne w Służbie Ojczyzny”
- Medal Zwycięstwa i Wolności 1945
- Odznaka Weterana Wielkiej Wojny Ojczyźnianej (ZSRR, 1960)[4]